# Windows XP
Pour les articles homonymes, voir Windows (homonymie).
Windows XP (nom de code Whistler) est un système d'exploitation multitâches, développé et commercialisé par Microsoft, permettant l'usage d'un ordinateur tel qu'un ordinateur fixe, un portable ou encore un Media Center. Les lettres « XP » proviennent d'experience. Microsoft a mis fin au support le 8 avril 2014. Entre autres, il n'y a plus de mises à jour et la base virale de Windows Defender n'est plus gérée.
Officiellement le successeur de Windows Millennium Edition et de Windows 2000, Windows XP est sorti le 25 octobre 2001 et selon une estimation d'un institut de statistiques américaines, il a été vendu à près de 400 millions de copies en janvier 2006.
Depuis plusieurs années, Microsoft souhaitait fédérer ses familles de systèmes d'exploitation (grand public et professionnel) en une seule famille, dans le but de réduire les coûts de développement et de maintenance. Windows 2000 devait remplir ce rôle, mais la complexité de son interface d'administration explique son rejet par le grand public. En 1999, le projet Microsoft Neptune, qui devait fournir la version « familiale » de Windows 2000 est abandonné. Il est remplacé par le projet Whistler, reprenant de nombreuses idées des projets Neptune et Odyssey, qui donne naissance à Windows XP et à ses deux versions : grand public et professionnelle. Les deux versions utilisent le noyau et l'architecture de NT (dite version 5.1). La version grand public est ainsi la même que la version professionnelle, mais elle est allégée de toutes les fonctions estimées inutiles pour un usage domestique.
Windows XP a été successivement remplacé par Windows Vista le 30 janvier 2007 puis par Windows 7 le 22 octobre 2009. La commercialisation de Windows XP fut arrêtée le 30 juin 2008, sauf pour les mini-portables et les grandes entreprises.
L'édition la plus courante de Windows XP est la version Familiale qui est conçue pour les utilisateurs domestiques tandis que la version Professionnelle, qui comprend entre autres des fonctionnalités réseau et d'administration supplémentaires, est destinée aux entreprises utilisant des réseaux et des serveurs. Il est à noter que cette dernière coûtait plus cher que l'édition Familiale. Windows XP Media Center a des fonctionnalités multimédia complémentaires pour permettre par exemple de voir et d'enregistrer la télévision, regarder plus confortablement des DVD. Windows XP pour Tablet PC est une version spécialement conçue pour les Tablet PC. Deux versions distinctes de Windows XP en 64 bits sont sorties, une pour les processeurs Itanium et une pour les processeurs x86-64.
Le 8 avril 2014, Microsoft cesse de supporter Windows XP ; ce qui signifie, en particulier, l'arrêt de la publication de correctifs de sécurité, mais la version Embedded (SP3) n'est, elle, plus supportée depuis le 12 février 2016.

## Éditions

Diagramme représentant les différentes éditions de Windows XP

L'édition la plus courante de Windows XP est la version Familiale qui est conçue pour les utilisateurs particuliers tandis que la Professionnelle est destinée aux utilisateurs en entreprise. Le prix moyen de la version Familiale était de 89,90 € et de 144,89 € pour la version Professionnelle sous licence OEM[réf. nécessaire].
D'autres versions de Windows XP existent, surtout des versions pour un matériel spécifique et des éditions limitées pour les pays émergents.
Windows XP Professionnel offre un certain nombre de fonctions non incluses dans la version « familiale » telles que :
- la possibilité d'être membre d'un domaine et la possibilité que l'ordinateur soit géré depuis un serveur ;
- la fonction bureau à distance permet de contrôler l'ordinateur par un autre système sous XP dans un réseau local ou par Internet ;
- une fonction qui permet de faire une copie automatique des fichiers d'un autre ordinateur ;
- l'Encrypting File System, qui chiffre automatiquement les données du disque dur ce qui permet de le rendre illisible sans entrer le mot de passe ;
- les fonctions de maintenance de l'ordinateur comme les correctifs qui servent de mises à jour ;
- le support de plusieurs processeurs, le support des processeurs bi-cœurs (Symmetric multiprocessing)[6],[7].

### Windows XP pour matériel spécifique
Microsoft a aussi créé des versions de Windows XP pour différents marchés/matériels. Cinq versions et deux déclinaisons pour processeurs 64 bits ont été créées.
- Windows processeurs 64 bits : deux déclinaisons de cette édition pour processeurs 64 bits existent, une x86-64 et une IA-64. La seconde a été arrêtée début 2005, après que Hewlett-Packard, dernier distributeur des postes de travail Itanium, a cessé de vendre des systèmes basés sur Itanium lancés sur le marché en tant que « postes de travail ».
- Windows XP Édition Media Center : cette édition est bâtie pour les ordinateurs de type Media Center. Originellement, elle ne devait pas être vendue, mais en 2005, après maintes mises à jour, Windows MCE a été mis en vente pour le grand public.
- Windows XP Édition Tablet PC : cette version a été créée spécialement pour les Tablet PC, elle est compatible avec les écrans tactiles, l'écriture manuscrite et les écrans verticaux. Il ne peut pas être acheté seul (Il n'existe pas en version boîte).
- Windows XP Embedded : celle-ci est une édition pour l'électronique mobile tel que pour les kiosques, les distributeurs de billets, appareils médicaux, caisses enregistreuses, composants de voix sur IP, etc.
- Windows Fundamentals for Legacy PCs : en juillet 2006, Microsoft a introduit une version créée pour les anciens ordinateurs qui veulent une sécurité accrue tout en évitant de changer de matériel.

### Windows XP Édition Starter
Windows XP Édition Starter est une version moins chère de Windows XP disponible en Thaïlande, Turquie, Malaisie, Indonésie, Russie, Inde, Colombie, Brésil, Argentine, Pérou, Bolivie, Chili, Mexique, Équateur, Uruguay et Venezuela. Il est semblable à Windows XP Édition Familiale, mais le matériel est très limité, il peut seulement exécuter trois logiciels à la fois et supprime quelques autres fonctions.
Selon Microsoft, cette édition est une solution bon marché pour combattre les copies illégales de Windows XP et le développement rapide des alternatives libres en Asie et en Amérique du Sud.

### Windows XP Édition N
En mars 2004, la Commission européenne a condamné Microsoft à payer une amende de 497 millions d'euros et a ordonné à la compagnie de fournir une version de Windows sans le Lecteur Windows Media. La Commission a conclu que Microsoft a violé les lois en empêchant la concurrence car il avait le quasi-monopole de fait des systèmes d'exploitation. Microsoft a fait appel. En attendant, une version conforme aux réglementations européennes a été sortie. Cette version n'inclut pas le Lecteur Windows Media de la compagnie. Mais, celle-ci encourage les utilisateurs à choisir son lecteur multimédia. Microsoft a voulu appeler cette édition Reduced Media Edition, mais la commission de la CE a objecté et a suggéré le nom de « édition N », avec le N signifiant « sans lecteur multimédia » pour l'édition Familiale et Professionnelle de Windows XP. Étant donné qu'il est vendu au même prix que la version non modifiée, Dell, Hewlett-Packard, Lenovo et Fujitsu-Siemens ont choisi de ne pas modifier le produit. Cependant, Dell l'a utilisé pendant une courte période,,.

## Nouvelles et modifications des fonctionnalités
Windows XP a introduit un nombre de nouvelles fonctions telles que :
- première version de Windows grand public basé sur un noyau Windows NT (les versions précédentes étaient basées sur MS-DOS) ;
- mise en veille sur disque (mode hibernation) ;
- possibilité d'intégrer de nouveaux pilotes pour Windows XP ;
- interface graphique plus agréable et le nécessaire pour créer ses propres thèmes ;
- changement rapide du bureau personnel (pas de fermeture de session nécessaire) ;
- moteur de rendu des caractères ClearType pour une meilleure lecture sur les écrans LCD ;
- bureau à distance qui permet de se connecter à distance à l'ordinateur pour utiliser l'imprimante, fichiers, périphériques, etc. ;
- support de la plupart des connexions : par modems ADSL, par Wi-Fi ou encore par FireWire ;
- composant prefetcher qui accélère le démarrage de Windows et des programmes[11],[12].

## Interface utilisateur
La configuration requise de RAM est 64 Mo (minimum), 128 Mo ou plus (recommandé).
Windows XP comporte une nouvelle interface utilisateur graphique. Les menus et le module de recherche ont été remodelés et beaucoup d'effets visuels ont été ajoutés, incluant : 
- un rectangle bleu translucide qui permet d'effectuer des opérations de fichiers dans l'explorateur Windows ;
- une transparence sur les icônes de dossiers qui indique son contenu ;
- des ombres pour les icônes dans l'explorateur Windows ;
- un regroupement des applications semblables en un bouton ;
- Windows bloque automatiquement la barre des tâches pour éviter les changements accidentels.

Windows XP analyse automatiquement l'impact des effets visuels pour déterminer si cette fonction graphique n'utilise pas trop de ressources. Mais les utilisateurs peuvent tout de même utiliser la fonction. Certains effets tels que l'Alpha blending (transparence en combinaison de plusieurs couleurs) sont seulement maîtrisés par les cartes graphiques récentes. Mais si la carte graphique n'est pas compatible la fonction est de toute façon activée (néanmoins Microsoft conseille de la désactiver manuellement).
Windows XP assure la possibilité de changer l'interface utilisateur en utilisant des styles visuels. Cependant, les styles doivent avoir une signature numérique de Microsoft pour être lancés. Luna est le nom du style graphique intégré dans Windows XP, celui-ci est activé dès que l'ordinateur possède plus de 64 Mo de mémoire vive. Luna n'est qu'un style visuel et ne modifie pas les fonctionnalités qui restent accessibles bien que le thème soit le Classic. Certains utilisateurs modifient le fichier uxtheme.dll qui bloque l'installation de nouveaux thèmes créés par le public ou par un utilisateur inconnu.
Le papier peint par défaut, appelé Bliss est une photographie au format bitmap d'un paysage dans la Napa Valley à proximité de Napa en Californie. Celle-ci est constituée d'herbe grasse et d'un ciel bleu avec quelques nuages (stratocumulus et cirrus). L'interface classique provenant de Windows 2000 peut être utilisée également. Un grand nombre d'utilitaires tiers peuvent vous fournir des centaines de thèmes différents. De plus, Microsoft a créé un autre thème appelé Royale qui a été utilisé dans l'Édition Media Center et l'Édition pour Tablet PC. Selon l'entreprise de Redmond, le thème classique consommerait 4 Mo de moins que la version Luna. Pour Zune, le baladeur numérique de Microsoft, un thème a été créé et peut être téléchargé sur leur site.
Plus de 100 nouvelles icônes ont été créés par la société The Iconfactory plus connue pour ses icônes créées pour des graticiels sous Mac OS. Windows XP possède aussi un client qui sert d'interface en ligne de commande, celui-ci est nommé cmd.exe. Windows permet d'exécuter des scripts sous DOS sous forme d'ordre direct ou encore de fichier batch. Les syntaxes de commande ne sont ni supportées dans l'aide ni sur leur site web. Une liste de commandes basiques est disponible en tapant « help » ou encore « nom_de_la_commande /? » pour une commande spécifique.

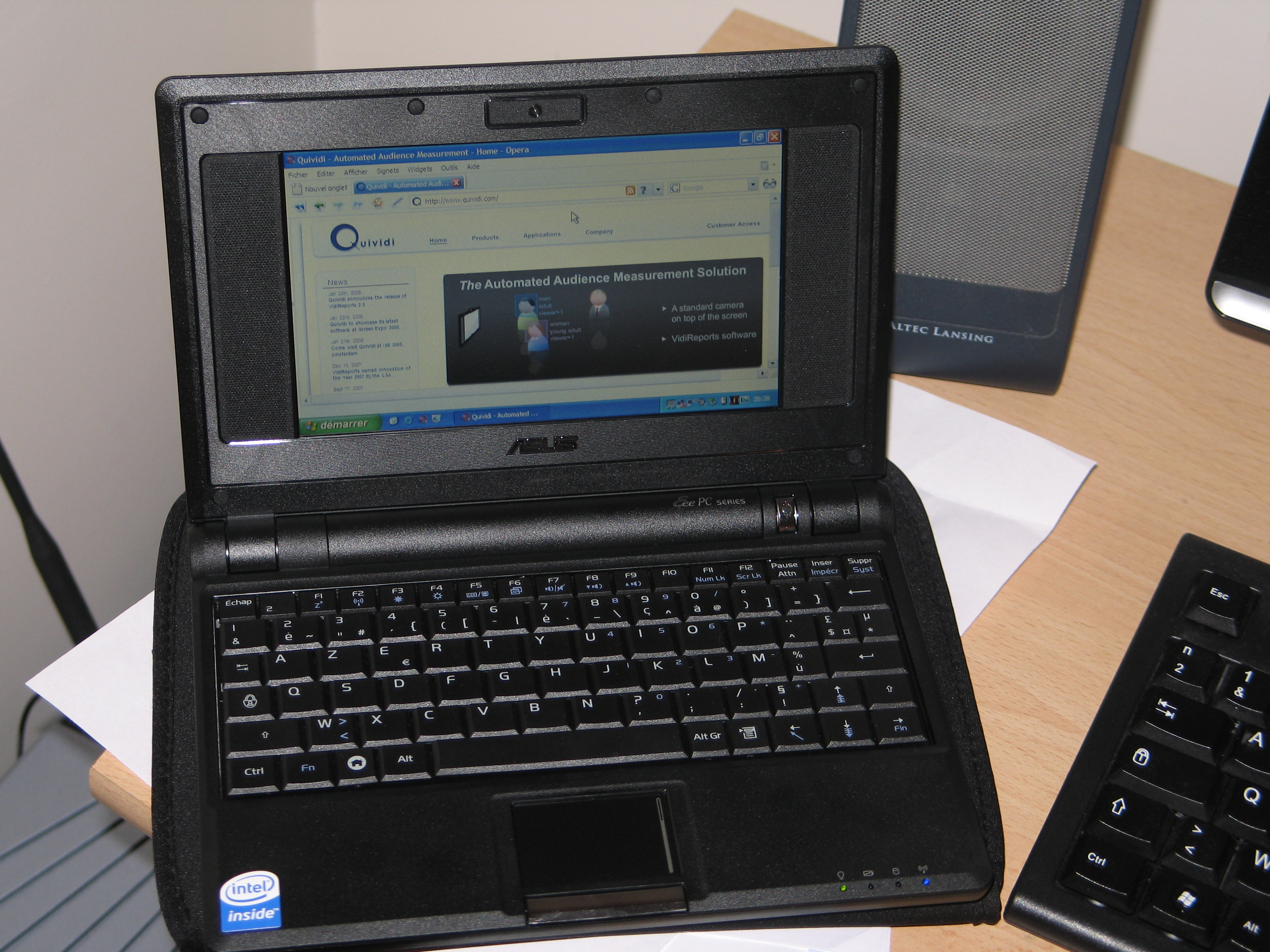
Un ordinateur portable Asus Eee PC fonctionnant sous Windows XP

Une boîte de dialogue invite amicalement les utilisateurs à terminer leur installation de Windows en l'activant, créant des comptes d'utilisateurs ou encore en indiquant les données pour la connexion Internet. La musique de fond a été créée par Brian Eno. Le fond d'écran par défaut représentant une colline verdoyante est une photographie de Charles O'Rear.

## Service Packs et mises à jour
Microsoft a sorti plusieurs service packs pour les systèmes Windows afin de réparer bon nombre de problèmes, et d'ajouter de nouvelles fonctionnalités.

### Service Pack 1 (SP1)
Le Service Pack 1 pour Windows XP est sorti le 9 septembre 2002. Ses plus grandes nouvelles fonctions sont le support du port USB en version 2.0 et le module qui gère les programmes par défaut. Pour la première fois, les utilisateurs peuvent choisir leur application de messagerie instantanée et leur navigateur web par défaut remplaçant les anciennes applications commises d'office. Ces fonctions ont aussi été intégrées dans le Service Pack 3 de Windows 2000. La version 1a du SP a permis à Oracle (Anciennement Sun Microsystems) de gagner de la place avec Java en obligeant Microsoft à supprimer sa machine virtuelle Java. D'un point de vue matériel, il permet de reconnaître et d'utiliser des disques durs de plus de 137 GB.
Microsoft a offert un support d'aide jusqu'au 10 octobre 2006 pour ces deux versions que sont le SP1 & SP1a.

### Service Pack 2 (SP2)
Le Service Pack 2 — anciennement nommé « Springboard » — est sorti le 6 août 2004, après plusieurs reports, avec pour priorité la sécurité informatique. Le service pack améliore l'intégration et les performances du Pare-feu Windows et du Wi-Fi, intègre le support du Bluetooth et rajoute un bloqueur de pop-up pour Internet Explorer. Les perfectionnements de sécurité principaux concernent le pare-feu qui est désormais activé par défaut et un module qui bloque l'usage abusif des applications en mémoire vive et de l'UC. En plus, d'autres modules de sécurité ont été intégrés dans le navigateur web et le client de messagerie et incluent le centre de sécurité Windows qui donne un aperçu de la sécurité de l'ordinateur et des mises à jour ainsi que de logiciels tiers éventuellement installés tels que le logiciel anti-virus et le pare-feu. Windows Movie Maker 2 possède une nouvelle interface utilisateur, transitions d'image, effets vidéo ou encore des nouvelles options. Une liste complète des mises à jour est disponible sur leur site.
La société AssetMetrix a signalé qu'un ordinateur sur dix possède des interférences avec leurs applications,. Le SP2 inclut aussi de grandes mises à jour pour les éditions pour Tablet PC et Media Center et près de 25 langues supportées. Il crée aussi de nombreuses différences visuelles : la suppression de la désignation « © 1985 - 2001 » ; l'édition n'est plus affichée ; la barre indiquant le chargement est bleue pour toutes les éditions. Encore un autre détail, l'icône de connexion Wi-Fi qui auparavant était symbolisée par deux ordinateurs comme pour les connexions par LAN est désormais représentée par un seul avec symbole d'onde sur le côté droit. Le SP2 a aussi introduit une incompatibilité majeure du pack avec les processeurs Prescott qui empêchait le démarrage des PC équipés. Cependant, Intel et Microsoft ont trouvé des solutions pour supprimer le problème.

### Service Pack 3 (SP3)
Après avoir été reporté à la suite de la découverte d'un problème affectant les utilisateurs d'un outil professionnel, Dynamics Retail Management System (RMS), Microsoft Windows XP Service Pack 3 est disponible pour les utilisateurs depuis le 6 mai 2008.
La taille du téléchargement est de 310,41 Mo et il corrige 1 174 problèmes du système d’exploitation. Celui-ci propose des nouveautés moins importantes que le SP2. Cependant, il regroupe l'ensemble des mises à jour effectuées par Microsoft depuis la mise en service de Windows XP et intègre tout de même la prise en charge du WPA2 pour les réseaux sans fil, et la prise en charge du NAP (Network Access Protection), la détection de routeur de type trou noir (Black hole). En plus de ces améliorations de sécurité, certaines fonctionnalités provenant de Vista ont été backportées, notamment Windows Imaging Component (WIC).
Ce Service Pack est le dernier mis en place par la société sur ce système d'exploitation, avant de se consacrer à son successeur : Windows Vista. La phase de support étendu de Windows XP prend fin le 8 avril 2014, après de nombreux reports de la part de Microsoft à la suite des demandes de professionnels souhaitant garder leur parc informatique sous cet OS. Plus aucune mise à jour de sécurité ne sera publiée. À partir de cette date, Windows XP n'est plus supporté, à l'exception des entreprises et des administrations publiques bénéficiant d'un « custom support » (support personnalisé). La version Embedded SP3 (pour systèmes embarqués tels distributeurs automatique de billets, équipés encore à 95 % en moyenne dans le monde de Windows XP) sera encore toutefois supportée jusqu'au 12 janvier 2016. Par ailleurs, le logiciel anti-virus Microsoft Security Essentials XP continua d'être mis à jour jusqu'au 14 juillet 2015.

### Après Microsoft
Des logiciels permettant de succéder aux Services Packs existent. Ils permettent aux informaticiens ayant à installer Windows sur plusieurs ordinateurs de télécharger une seule fois les mises à jour sur un disque dur local ou autre média (ex. : CD), afin d'avoir à patienter moins de temps durant le téléchargement des mises à jour automatiques (via « Windows Update »). Par exemple : le logiciel WSUS Offline Update.

## Navigateurs web

### Microsoft Internet Explorer
Le navigateur natif de Windows XP fourni par Microsoft est Internet Explorer.
La dernière version d'Internet Explorer disponible pour Windows XP est la version 8 (v8.0.6001.18702),.
Une erreur de stratégie de la part de Microsoft va permettre à Google Chrome de s'imposer. En 2011, Microsoft lance Internet Explorer 9. Ce dernier ne sera pas compatible avec Windows XP, ce qui a permis à Google Chrome de s'imposer, car Windows XP était encore l'un des systèmes d'exploitation les plus utilisés en 2011 (après Windows 7). Le but de Microsoft était que les utilisateurs abandonnent Windows XP pour une version plus récente de Windows, mais ceux-ci ont généralement opté pour un autre navigateur internet, Google Chrome pour la majorité d'entre eux.

### Google Chrome
Chrome, édité par Google fait partie des navigateurs alternatifs disponible pour Windows XP. Google arrête le support de Google Chrome pour la plateforme Windows XP en avril 2016.
La dernière version prise en charge pour Windows XP est la version 49.0.2623.112 m.

### Mozilla Firefox
Parmi les navigateurs alternatifs, nous pouvons également citer Mozilla Firefox. Ce navigateur open source était toujours disponible pour Windows XP, mais en version 32 bits seulement. Il est également à noter que Firefox possède une version nommée ESR (Extended Support Release) qui a permis à Firefox d'être compatible jusqu'en 2018. La version 52.9.0 ESR de Firefox sortie en 2018, était la dernière version compatible pour Windows XP.

### Opera
Parmi les navigateurs alternatifs, nous pouvons également citer Opera. La version précédente de Opera est Opera 12.16. La version actuellement disponible est Opera 36.

### Safari
L'équivalent Apple d'Internet Explorer existait aussi pour Windows XP, mais Apple a abandonné le support de Safari pour Windows (toutes versions confondues) depuis mai 2012.

## Bureautique

### Microsoft Office
La dernière version à être compatible est Microsoft Office 2010.

### Apache OpenOffice
La dernière version compatible d'Apache OpenOffice pour Windows XP SP3 est la version 4.1.15, publiée le 27 février 2023Texte en exposant

### LibreOffice
La dernière version compatible de LibreOffice pour Windows XP SP3 est la 5.4.7.2 
Elle est également la dernière version compatible pour Windows Vista SP2.

## Multimédia

### VLC Media Player
Parmi les lecteurs alternatifs, VLC continue de fournir un support pour Windows XP SP3.
La dernière version disponible est la 3.0.21.

## Critiques

### Vulnérabilités
Le système Windows XP a été critiqué pour son instabilité et sa vulnérabilité aux logiciels malveillants, virus informatiques, chevaux de Troie et autres vers. Ces problèmes de sécurité sont aggravés par le fait que les utilisateurs reçoivent, par défaut, des droits d'administrateur qui accordent un accès illimité aux fondements du système. Ainsi, si ce compte est piraté, le hacker possède un contrôle sans limite sur l'ordinateur. Windows a historiquement été la cible de nombreux créateurs de virus. Une faille de sécurité est souvent invisible jusqu'à son exploitation, ce qui rend sa prévention difficile. Microsoft a publié régulièrement des correctifs corrigeant des failles de sécurité, jusqu'au 9 avril 2014, avec la publication d'un ultime correctif de sécurité. Depuis, ce système n'offre plus de garantie de sécurité, comme l'ont appris à leurs dépens les hôpitaux britanniques, victimes spectaculaire de l'attaque WannaCry en 2017.

### Interface graphique
Des critiques ont affirmé que l'interface par défaut de Windows XP (Luna) est visuellement dommageable et gaspille l'espace sur l'écran alors qu'elle n'offre aucune fonctionnalité nouvelle et s'exécute plus lentement. Certains de ces critiques vont jusqu'à l'appeler « l'interface Fisher-Price ». Ses détracteurs peuvent cependant facilement revenir à l'apparence Classique de Windows.

### Abus de position dominante
À la suite du procès opposant les États-Unis et Microsoft en 2002,, ce dernier a été condamné pour abus de son monopole en matière de systèmes d'exploitation en écrasant la concurrence sur d'autres marchés. Il est reproché à Windows XP d'intégrer certaines applications telles que le Lecteur Windows Media et Windows Messenger, ainsi que ses liens étroits avec le service Windows Live ID.

### Incompatibilité avec MS-DOS
L'absence de support de MS-DOS a déplu à certains utilisateurs migrant depuis Windows 9x vers Windows XP. Bien que XP propose le Mode de compatibilité, ainsi qu'une invite de commande ressemblant davantage à une fenêtre DOS de Windows 9x que CMD, un grand nombre d'anciennes applications DOS rencontrent des erreurs. Ces erreurs sont dues au fait qu'XP est basé sur le noyau NT et n'utilise donc plus MS-DOS comme système d'exploitation de base. Il existe des solutions open source telles que DOSBox et FreeDOS, bien que dans de rares cas un véritable environnement MS-DOS soit toujours nécessaire. Par exemple, la plus commune des erreurs est que XP ne supporte plus les applications DOS plein écran car le port est désormais occupé par d'autres périphériques système.

### Activation en ligne
Tandis que l'activation devient une chose de plus en plus fréquente, de nombreux problèmes peuvent subsister. Windows XP a introduit les utilisateurs occasionnels à l'activation de leur produit en créant une bulle leur signalant que le produit doit être activé. Le système a été présenté par Microsoft pour limiter la distribution illégale de Windows XP. L'activation oblige l'utilisateur à activer le produit sur le serveur Microsoft après 30 jours pour continuer d'utiliser le système d'exploitation, sinon, il ne fonctionnera plus. Si l'utilisateur change d'ordinateur ou si deux ou plus de composants sont changés, le serveur peut refuser d'activer le logiciel car il ne correspond pas à la configuration originale.

### Usage détourné de Microsoft Bob
Dans l'optique de décourager les pirates de télécharger Windows XP illégalement, Microsoft a augmenté artificiellement la taille des fichiers d'installation du système d'exploitation. Se rendant compte que le support d'installation de Windows XP n'occupe que 670 Mo des 700 Mo disponibles sur un CD, ils décident de remplir les 30 Mo restants avec une version chiffrée de Microsoft Bob. A une époque où l'Internet haut-débit et illimité n'est pas encore démocratisé, Microsoft se dit alors que ces 30 Mo supplémentaires peuvent être un frein pour certains pirates dont chaque mégaoctet téléchargé compte. De plus, l'intégrité de la version chiffrée de Microsoft Bob était contrôlée à chaque installation de Windows XP, au cas où que certaines personnes ne découvrent le subterfuge et décident de retirer Microsoft Bob des fichiers d'installation dans le but d'alléger le poids de l'image ISO d'installation.

## Windows Genuine Advantage
WGA est un outil qui analyse la version de Windows XP pour savoir si elle est légale ou non. Si le numéro de licence n'est pas authentique, il fait apparaître à l'utilisateur une bulle qui lui conseille d'acheter une version légale chez Microsoft, et les utilisateurs qui accèdent à Windows Update ne pourront télécharger que les mises à jour prioritaires, mais les nouvelles versions de DirectX, de Windows Defender, du Lecteur Windows Media et autres refuseront de s'installer,.
De nombreux utilisateurs souhaitent se débarrasser de cette fonctionnalité. Ainsi de nombreux réseaux P2P proposent une version crackée et non contractuelle, qui permet de fausser les résultats de rapport des logiciels. Des clés de licence en volume, valides avec WGA, sont également mises à disposition sur la toile par les contrefacteurs.[réf. nécessaire]

## Historique

### Part de marché
Le système a été le plus utilisé au monde jusqu'en septembre 2011. En octobre 2011, Windows XP passe à la deuxième place après Windows 7 avec un taux de marché d'environ 38 %,.
Le 11 avril 2012, Microsoft lance le compte à rebours de l'extinction du système d'exploitation.
Le 8 avril 2014, Microsoft met fin au support de Windows XP et par la même occasion d'Office 2003 et d'Internet Explorer 8.
En janvier 2016, lors du lancement de Windows 10, Windows XP est devancé par Windows 10 qui se place en deuxième position derrière Windows 7.

### Une importante longévité
Windows XP est marqué par son importante longévité (12 ans, 5 mois et 15 jours). Quelques rares mises à jour ont été fournies par Microsoft au-delà du 8 avril 2014. En avril 2015, Windows XP occupait 17 % de part de marché, cette part de marché concerne surtout les entreprises et administrations. La transition vers un système plus récent prenant généralement plusieurs mois au sein de ce type d'organisation.
Bien que le support de Windows XP s'est officiellement arrêté le 8 avril 2014, des mises à jour postérieures à cette date ont été publiées, la dernière datant du 14 mai 2019 (cette mise à jour est d'ailleurs commune avec d'autres éditions de Windows, dont Windows 7). À la suite de la cyberattaque du 12 mai 2017, Microsoft a été contraint de publier exceptionnellement un correctif sous forme de mise à jour sur Windows XP pour bloquer le rançongiciel WannaCry menaçant de nombreuses machines. Le 14 juin 2017, un nouveau correctif de sécurité est publié en raison d'un risque d'attaque possible semblable à celle de WannaCry. Cela reste exceptionnel précise bien la firme.
Il existait également un moyen pour bénéficier des mises à jour de Windows : POSReady 2009 pour Windows XP. POSReady 2009 étant une version embarquée de Windows XP, sortie en 2009, les mises à jour étaient à priori compatibles entre les deux OS, bien que Microsoft déconseillait fortement la manipulation. Le support pour Windows POSReady 2009 s'est arrêté le 9 avril 2019, signant l'arrêt définitif de Windows XP.
Certains supports de logiciels ont cessé après le 8 avril 2014, et certains développeurs continuent de fournir un support de leur(s) logiciels pour Windows XP. Le support de Google Chrome a cessé fin 2015 ; celui de Firefox a cessé en septembre 2018. Valve a cessé le support de Steam pour Windows XP et Windows Vista le 1er janvier 2019. En revanche, VideoLAN, responsable de VLC Media Player, continue de fournir son support pour Windows XP SP3 ainsi que pour la branche Windows 9x. Apache continue également son support pour Open Office. Quelques antivirus prennent toujours en charge Windows XP, dont Panda Antivirus, AVG et Avast.
En début septembre 2020 1,26% de tous les ordinateurs portables et ordinateurs de bureau du monde entier tournaient encore sous Windows XP. C'est une proportion assez importante en comparaison avec celle d'autres systèmes d'exploitation plus récents tels que Windows 8 (0,57%), ChromeOS (0,42%) ou Windows Vista (0,12%).
À la fin octobre 2021, mois durant lequel Windows XP a fêté les 20 ans de sa sortie officielle, ce dernier était encore utilisé par 0,53% de toutes les machines exécutant Windows dans le monde. Bien que ce nombre peut paraître infime à l'échelle du monde, certains pays comme l'Arménie utilisent toujours massivement le système obsolète avec plus de la moitié des parts, contre 33% pour Windows 10 ou encore 13,46% pour Windows 7.